# Chiesa di San Marco (Foggia)
La chiesa di San Marco è stata una chiesa di Foggia.
La chiesa, citata nel 1174 e nel 1220 si trovava nel tratturo Castiglione, di fronte all'attuale chiesa di San Rocco. Non si hanno notizie circa la sua epoca, ad eccezione quella che apparteneva ai Padri di Sant'Aniello di Napoli, né circa le cause della sua scomparsa.